# Grüt
Grüt är en ort i kommunen Gossau i kantonen Zürich, Schweiz. 